# Sinopoda crassa
Sinopoda crassa là một loài nhện trong họ Sparassidae. S. crassa được S. Q. Liu, S. Q. Li & Peter Jäger miêu tả năm 2008.